# Malcolm Muggeridge
Malcolm Muggeridge (Inglaterra, 24 de marzo de 1903 – 14 de noviembre de 1990) fue un periodista y escritor convertido al catolicismo.

## Biografía
Su padre fue H.T. Muggeridge, miembro del Partido Laborista en Croydon, South London y por un breve periodo Miembro del Parlamento durante el gobierno de Ramsay MacDonald. Su madre era Annie Booler.
Estudió en el Selwyn College, en la Universidad de Cambridge, se graduó en 1924 con un título en ciencias, y se fue a enseñar a la India.
Durante su época de estudiante enseñó por periodos breves en 1920, 1922 y 1924 en el Colegio John Ruskin en Croydon, donde su padre era “Chairman of the Governors”.
Regresó a Inglaterra en 1927, y contrajo matrimonio con Katherine Dobbs (1903 - 1994), también llamada Kathleen o Kitty, cuya madre, Rosalind Dobbs era la hermana menor de Beatrice Webb. Trabajó como profesor sustituto antes de ir a enseñar a Egipto durante seis meses. Conoció a Arthur Ransome quien estaba de visita en Egipto como periodista del Manchester Guardian. Ransome recomendó a sus editores del “Guardian” a Muggeridge y así fue contratado como periodista por primera vez.
Muggeridge y su esposa viajaron a Moscú en 1932, él en calidad de corresponsal del Manchester Guardian, cubriendo una noticia sobre William Chamberlin; en esta época el Manchester Guardian simpatizaba con el régimen soviético de Iósif Stalin. Durante los primeros días de Muggeridge en Moscú, su principal preocupación periodística era escribir una novela sobre su experiencia en el Manchester Guardian, completada y enviada a los editores en enero de 1933. Desafortunadamente, los editores no publicaron la novela y esto causó problemas económicos a Muggeridge quien no estaba contratado en ese momento. Solo le pagaban por los artículos que lograra publicar.

## Conversión al catolicismo
Confesó ser agnóstico durante toda su vida. Comenzó a volverse hacia el cristianismo en el tiempo en que publicó Jesus Rediscovered (1969) y Jesus: The Man Who Lives (1976).
Dijo que influenciaron fuertemente su vida pensadores tales como san Agustín de Hipona, William Blake, Blaise Pascal, Leon Tolstoy, Dietrich Bonhoeffer, Søren Kierkegaard y Fyodor Dostoyevsky. Durante esta época produjo varios documentales para la BBC basados en temas religiosos, como "In the Footsteps of St. Paul".
En 1971 publicó Something Beautiful for God, libro sobre Teresa de Calcuta, que coadyuvaría a su reconocimiento mundial.
Años más tarde, en 1982, sorprendió a muchas personas al convertirse al catolicismo, a la edad de casi 80 años, junto con su esposa Kitty. Manifestaron que en su decisión tuvo una influencia no menor Teresa de Calcuta. Su último libro publicado en 1988, Conversion, describe su vida de peregrinaje y su travesía espiritual.
Muggeridge fue una figura controvertida, conocido por ser un bebedor y mujeriego en su adolescencia. Sin embargo, sus mejores trabajos vinieron como resultado de haber encontrado tardíamente la fe y luchado enérgicamente por temas morales.
Una sociedad literaria fue establecida el 24 de marzo de 2003 con su nombre, con ocasión de su centenario, y han publicado noticias llamadas The Gargoyle.[cita requerida]

## Polémicas
Según la BBC, en un debate en el programa Friday Night… Saturday Morning, se enfrentó verbalmente con los protagonistas de la película La vida de Brian, John Cleese y Michael Palin, junto con el obispo anglicano de Southwark, Mervyn Stockwood.

## Obras
- Jesus Rediscovered (1969)
- Something Beautiful for God (1971)
- Jesus: The Man Who Lives (1976)
- In a valley of this restless mind (1978)
- Conversión (1988)
- A Third Testament: A Modern Pilgrim Explores the Spiritual Wanderings of Augustine, Blake, Pascal, Tolstoy, Bonhoeffer, Kierkegaard, and Dostoevsky
- Christ and the Media
- Chronicles of Wasted Time: An Autobiography
- Abortion and the Conscience of the Nation
- The End of Christendom
- In Search of C.S. Lewis
- Jesus, the man who lives
- Like it was: The diaries of Malcolm Muggeridge
- Picture Palace

## Algunas obras editadas en español
- Conversión : un viaje espiritual (1991), Ediciones Rialp, ISBN 978-84-321-2718-2.
- Madre Teresa de Calcuta (1974) (1a. edición en español del original inglés Something beautiful for God), Sociedad de Educación Atenas, ISBN 84-7020-146-8.